# Дейтоплазма
Дейтопла́зма (от др.-греч. δεύτερος — второй и плазма) — название, предложенное Эдуардом ван Бенеденом для различного рода включений (пигментные зёрна, жировые капли, зёрна крахмала и т. п.), находящихся в протоплазме животных клеток и представляющих собой либо запасные (питательные) вещества, либо продукты обмена (выделительные вещества). Термин «дейтоплазма», как указал Оскар Гертвиг, не вполне удачен, т. к. речь идёт не о плазме в собственном смысле; им предложено поэтому вместо «дейтоплазмы» говорить «клеточные включения». Термин «дейтоплазма» чаще всего употребляется в эмбриологии, где им обозначают питательные включения яйца, состоящие в основной своей части из так называемого желтка.